# Universitat femenina de Konan
La Universitat femenina de Konan (甲南女子大学, Kōnan joshi daigaku) és una universitat femenina privada situada a Kobe, Hyōgo (Japó). El seu predecessor va ser fundat l'any 1920, i va començar a exercir com a col·legi juvenil el 1955. L'any 1964 va esdevenir una escola de 4 cursos.